# Direct Énergie/2018
Deze pagina geeft een overzicht van de Direct Energie-wielerploeg in 2018.

## Algemeen
Hoofdsponsor: Direct Energie
Algemeen manager: Jean-René Bernaudeau
Ploegleiders: Dominique Arnould, Benoît Génauzeau, Lylian Lebreton en Thibaut Macé
Fietsen: Wilier Triestina

## Renners
| Naam             | Geboortedatum | Nationaliteit | Ploeg 2017                     |
| ---------------- | ------------- | ------------- | ------------------------------ |
| Thomas Boudat    | 24-02-1994    | Frankrijk     |                                |
| Lilian Calmejane | 06-12-1992    | Frankrijk     |                                |
| Romain Cardis    | 12-08-1992    | Frankrijk     |                                |
| Sylvain Chavanel | 30-06-1979    | Frankrijk     |                                |
| Jérémy Cornu     | 07-08-1991    | Frankrijk     |                                |
| Jérôme Cousin    | 05-06-1989    | Frankrijk     | Cofidis                        |
| Damien Gaudin    | 20-08-1986    | Frankrijk     | Equipe Cycliste Armée de Terre |
| Yohann Gène      | 25-06-1981    | Frankrijk     |                                |
| Fabien Grellier  | 31-10-1994    | Frankrijk     |                                |
| Jonathan Hivert  | 23-03-1985    | Frankrijk     |                                |
| Axel Journiaux   | 20-05-1995    | Frankrijk     | Vendée U Pays de la Loire      |
| Bryan Nauleau    | 17-03-1988    | Frankrijk     |                                |
| Paul Ourselin    | 13-04-1994    | Frankrijk     | Neo                            |
| Adrien Petit     | 26-09-1990    | Frankrijk     |                                |
| Alexandre Pichot | 06-02-1983    | Frankrijk     |                                |
| Perrig Quéméneur | 26-04-1984    | Frankrijk     |                                |
| Simon Sellier    | 04-01-1995    | Frankrijk     | neoprof                        |
| Romain Sicard    | 01-01-1988    | Frankrijk     |                                |
| Rein Taaramäe    | 24-04-1987    | Estland       | Team Katjoesja Alpecin         |
| Angélo Tulik     | 02-12-1990    | Frankrijk     |                                |

### Stagiairs
| Naam            | Geboortedatum | Nationaliteit |                  |
| --------------- | ------------- | ------------- | ---------------- |
| Marlon Gaillard | 09-05-1996    | Frankrijk     | vanaf 1 augustus |
| Clément Orseau  | 01-07-1995    | Frankrijk     | vanaf 1 augustus |
| David Rivière   | 11-01-1995    | Frankrijk     | vanaf 1 augustus |

### Vertrokken
| Naam               | Geboortedatum | Nationaliteit | Ploeg 2019    |
| ------------------ | ------------- | ------------- | ------------- |
| Ryan Anderson      | 22-07-1987    | Canada        | Rally Cycling |
| Bryan Coquard      | 25-04-1992    | Frankrijk     | Vital Concept |
| Antoine Duchesne   | 12-09-1991    | Canada        | Groupama-FDJ  |
| Romain Guillemois  | 28-03-1991    | Frankrijk     | gestopt       |
| Tony Hurel         | 01-11-1987    | Frankrijk     | ?             |
| Fabrice Jeandesboz | 04-12-1984    | Frankrijk     | gestopt       |
| Julien Morice      | 20-07-1991    | Frankrijk     | Vital Concept |
| Thomas Voeckler    | 22-06-1979    | Frankrijk     | gestopt       |

## Overwinningen
| Ruta del Sol 1e etappe Thomas Boudat Ronde van de Haut-Var 1e etappe: Jonathan Hivert 2e etappe: Jonathan Hivert Eindklassement: Jonathan Hivert Royal Bernard Drome Classic Winnaar: Lilian Calmejane | Parijs-Nice 3e etappe: Jonathan Hivert 5e etappe: Jérôme Cousin Parijs-Troyes Winnaar: Adrien Petit Cholet-Pays de la Loire Winnaar: Thomas Boudat Circuit des Ardennes International 3e etappe: Jérémy Cornu | Parijs-Camembert Winnaar: Lilian Calmejane Tour du Finistère Winnaar: Jonathan Hivert Ronde van Luxemburg Proloog: Damien Gaudin Ronde van Wallonië 1e etappe: Romain Cardis |

Androni Giocattoli-Sidermec · Aqua Blue Sport · Bardiani-CSF · Burgos-BH · Caja Rural-Seguros RGA · CCC-Sprandi-Polkowice · Cofidis · Delko-Marseille Provence KTM · Direct Énergie · Euskadi-Murias · Gazprom-RusVelo · Hagens Berman Axeon · Holowesko Citadel p/b Arapahoe Resources · Israel Cycling Academy · Nippo-Vini Fantini-Europa Ovini · Rally Cycling · Roompot-Nederlandse Loterij · Sport Vlaanderen-Baloise · Team Manzana Postobón · Team Novo Nordisk · UnitedHealthcare Pro Cycling · Vérandas Willems-Crelan · Vital Concept · Wanty-Groupe Gobert · WB Aqua Protect Veranclassic · Wilier Triestina-Selle Italia
2000 · 2001 · 2002 · 2003 · 2004 · 2005 · 2006 · 2007 · 2008 · 2009 · 2010 · 2011 · 2012 · 2013 · 2014 · 2015 · 2016 · 2017 · 2018 · 2019 · 2020 · 2021 · 2022 · 2023 · 2024 · 2025